# Viktor Koupradzé
Viktor Koupradzé (géorgien : ვიქტორ კუპრაძე ; 2 novembre 1903 - 25 avril 1985) est un mathématicien géorgien. Il est membre de l'Académie nationale des sciences de Géorgie (1946).

## Biographie
Viktor Koupradzé est né dans le village de Kela, municipalité de Lanchkhuti, le 2 novembre 1903, dans la famille d'un cheminot. Après avoir obtenu son diplôme de l'École technique de Koutaïssi en 1922, il poursuit ses études à la faculté de physique et de mathématiques de l'université d'État de Tbilissi. Déjà jeune, Kupradze participe activement au travail public. Koupradzé publie son premier ouvrage scientifique en 1929 à l'âge de 26 ans. En 1935, il soutient sa thèse de doctorat. Pendant la Grande Guerre patriotique, Koupradzé sert dans l'armée soviétique. En 1943, il est démobilisé et nommé vice-recteur de l'université d'État de Tbilissi, chargé des travaux de recherche. De 1944 à 1953, Koupradzé travaille comme ministre de l'Éducation de la RSS de Géorgie. De 1954 à 1958, Kupradze est recteur de l'université d'État de Tbilissi .
Entre 1946 et 1963, il est élu membre du Comité général du Parti communiste de Géorgie et, entre 1949 et 1952, député au Soviet suprême de l'Union soviétique. De 1954 à 1963, il est président du Soviet suprême de la RSS de Géorgie. En 1955, il est envoyé aux États-Unis en tant que délégué soviétique à la 10e session de l'Assemblée générale des Nations unies. 

## Travaux
Le riche héritage scientifique de Viktor Koupradzé se reflète dans ses plus de 100 ouvrages, parmi lesquels 5 monographies, qui comprennent de nombreux articles fondamentaux en physique mathématique et mécanique, la théorie mathématique de l'élasticité et des problèmes sur la théorie des équations différentielles et intégrales. Ses publications sur les progrès et l’achèvement d’un certain nombre de domaines des mathématiques apportent une immense contribution à ce domaine. Plusieurs de ses œuvres sont traduites et publiées en langues étrangères.

## Distinctions
Viktor Koupradzé est décoré à deux reprises de l'Ordre de Lénine, de l'Ordre du Drapeau rouge du Travail, de l'Ordre de l'Insigne d'honneur et d'autres. En 1971, il reçoit le Prix d'État de Géorgie.